# Problepsis deparcata
Problepsis deparcata är en fjärilsart som beskrevs av Louis Beethoven Prout 1925. Problepsis deparcata ingår i släktet Problepsis och familjen mätare. Inga underarter finns listade i Catalogue of Life.